# Temporada de ciclones no Índico Sudoeste de 2020-2021
A temporada de ciclones no oceano Índico sudoeste de 2020-2021 foi um evento contínuo do ciclo anual de formação de ciclones tropicais e ciclones subtropicais. A temporada começou com a formação do ciclone tropical Alicia no extremo nordeste da bacia em 12 de novembro, pouco antes do início oficial da temporada, que marcou a terceira temporada consecutiva em que um ciclone tropical se formou antes do início da temporada. Começou oficialmente em 15 de novembro de 2020, e terminou oficialmente em 30 de abril de 2021, com exceção de Maurícia e Seicheles, para o qual também terminou oficialmente em 15 de maio de 2021. Estas datas delimitam convencionalmente o período de cada ano quando a maioria dos ciclones tropicais e subtropicais se formam na bacia, que fica a oeste de 90°e e a sul do Equador. Os ciclones tropicais e subtropicais nesta base são monitorizados pelo Centro Meteorológico Regional Especializado na Reunião.

## Resumo sazonal
Em 12 de novembro, Alicia formou-se no extremo nordeste da bacia. Isso marcou a terceira temporada seguida com um ciclone tropical pré-temporada. Alicia se tornou um ciclone tropical em 15 de novembro, enfraquecendo-se rapidamente devido ao cisalhamento vertical do vento e águas frias, e dissipou-se em 17 de novembro. Em 14 de novembro, outra perturbação tropical formou-se ao largo da costa de Madagáscar, no entanto, em 16 de novembro o sistema não se organizou devido ao cisalhamento desfavorável do vento vertical de acordo com JTWC. Rapidamente se enfraqueceu e se dissipou no dia seguinte. A bacia permaneceu calma até que, em 30 de novembro, uma baixa tropical atravessou a região australiana. O sistema tornou-se uma tempestade tropical moderada, a tempestade tropical Bongoyo. Formaram-se duas baixas adicionais, em 20 de dezembro uma baixa formou-se, mas saiu da bacia, a outra uma zona de distúrbio meteorológico formou-se perto de Diego Garcia, que ganhou força de Tempestade Tropical Severa Chalane, que fez desembarque em Madagáscar e Moçambique, o primeiro ciclone tropical para esta temporada para fazer desembarque. A mesma zona de intempéries que saiu em 20 de dezembro, novamente reentrou na bacia em 28 de dezembro, seguindo com outra zona de intempéries, designada 06. Em 1 de janeiro, o sistema tornou-se a Tempestade Tropical Danilo. Tornou-se o segundo sistema mais longevo e dissipou-se em 12 de Janeiro. Em 15 de janeiro, formou-se uma nova perturbação que mais tarde se tornou uma Tempestade Tropical Severa Eloise ameaçando Madagáscar. Em 17 de janeiro, Josué entrou no sudoeste do Oceano Índico como uma tempestade tropical moderada; no entanto, dissipou-se em 19 de janeiro quando entrou em uma área de ar seco e alto cisalhamento vertical do vento. Em 27 de janeiro, a depressão tropical 10U entrou vinda da região australiana onde foi renomeada como depressão tropical 09. Em 5 de fevereiro, uma depressão tropical formou-se e se intensificou para o ciclone Faraji, que se tornou um ciclone tropical intenso, e mais tarde um ciclone tropical muito intenso se tornou o primeiro ciclone tropical intenso e o primeiro ciclone tropical muito intenso da temporada.

## Sistemas

### Ciclone tropical Alicia
Em 12 de novembro, o Joint Typhoon Warning Center (JTWC) notou pela primeira vez a possibilidade de ciclogênese tropical de uma perturbação dentro da zona de Convergência Intertropical. Em 12 de novembro, a Météo-France La Réunion (MFR) também começou a rastrear uma perturbação tropical enquanto se movia lentamente para oeste sobre o Oceano Índico central. Mais tarde naquele dia, o JTWC emitiu um alerta de formação de ciclone Tropical. A perturbação se consolidou lentamente como tempestades envolvendo o centro da circulação, e tornou-se uma depressão tropical às 00:00 (UTC) de 13 de novembro.  A depressão continuou a se tornar mais organizada ao longo do dia com áreas de convecção Escaldantes sobre o centro, e assim foi classificada como tempestade Tropical moderada Alicia às 18:00 UTC do mesmo dia. Em 14 de novembro, às 06:00 UTC, Alicia escalou para uma tempestade tropical severa. Alicia geralmente se movia em uma direção sudoeste a um ritmo rápido devido ao fluxo de direção de um cavado subtropical de nível médio para o Sudeste da tempestade. A tempestade tropical severa intensificou-se para o ciclone tropical Alicia às 00:00 UTC de 16 de novembro, após uma intensa convecção ter se desenvolvido próximo ao seu centro.
Entrando em condições desfavoráveis, Alicia começou a se enfraquecer rapidamente, degradando-se para uma tempestade tropical às 12:00 UTC de 16 de novembro.  Às 09:00 UTC de 17 de novembro, o Joint Typhoon Warning Center emitiu seu último aviso sobre a tempestade.

### Depressão tropical 02
Em 12 de novembro, juntamente com o precursor do ciclone tropical Alicia, a (MFR) de Reunião começou a monitorar uma perturbação de monssonal a oeste para o desenvolvimento potencial de um sistema tropical. Em 14 de novembro, uma área de clima perturbado havia se formado, mas lutou para centralizar sua atividade tempestade, apesar de uma circulação de baixo nível começar a se formar.  Com melhorias na consolidação, o MFR iniciou alertas para uma depressão tropical no nordeste de Madagascar às 18:00 UTC de 15 de novembro. A tempestade lutou para se intensificar muito devido ao forte cisalhamento leste de sua proximidade com o fluxo de saída do ciclone tropical Alicia, e assim teve sua atividade de tempestade desequilibrada para o oeste durante a maior parte de sua vida. Devido a isso, o JTWC cancelou o alerta de formação de ciclone tropical em 16 de novembro. Rapidamente enfraqueceu e o último aviso também foi emitido pelo MFR em 16 de novembro.

### Tempestade tropical severa Bongoyo
Durante o dia 30 de novembro, a baixa Tropical 01U deslocou-se para a bacia a partir da região australiana, onde foi classificada como zona de distúrbios meteorológicos pela RSMC da Reunião. No início de 4 de dezembro, o JTWC emitiu um alerta de formação de Ciclone Tropical sobre o sistema. Depois de se deslocar lentamente para oeste e noroeste por vários dias, com pouca mudança de força, o sistema começou a tomar uma faixa mais sulista e às 06:00 UTC de 6 de dezembro foi atualizado para a perturbação Tropical 03 pela MFR à medida que a circulação de baixo nível se tornou mais apertada e convecção consolidada perto do centro. Em 7 de dezembro, a perturbação intensificou-se para a tempestade tropical Bongoyo, quando uma passagem de ASCAT revelou ventos fortes na metade sul da circulação. Neste momento, o JTWC citou um ambiente favorável para uma maior intensificação à medida que Bongoyo se dirigia para sudoeste. Enquanto Bongoyo ganhou um olho de nível médio distinto e como fortes rajadas de convecção se mantiveram perto do centro, a tempestade fortaleceu-se ainda mais para o status de tempestade tropical severa às 00:00 UTC de 8 de dezembro.
No entanto, a tendência de intensificação de Bongoyo foi rapidamente interrompida como os impactos do fortalecimento do cisalhamento vertical do vento fez com que a parede do olho se corroesse mais tarde. Bongoyo manteve a sua força, embora a estrutura geral da tempestade se tornou cada vez mais inclinada. Às 18:00 UTC de 9 de dezembro, Bongoyo finalmente se enfraqueceu para uma tempestade tropical moderada depois de manter a sua força por mais de um dia, enquanto a convecção se deslocava da circulação. Bongoyo logo começou a sua viragem para o oeste no dia 10 de dezembro como ele começou a andar ao longo da borda sul do cavado subtropical, e tornou-se uma baixa remanescente no início no dia 11 de dezembro, como todos as conveções haviam cortado a distância do baixo nível de circulação, assim, o último comunicado foi emitido por ambos os MFR e o JTWC.

### Tempestade tropical moderada Chalane
Em 19 de dezembro, a RSMC La Réunion deu início ao rastreamento de uma zona de distúrbios meteorológicos situada a aproximadamente 830 km a sudoeste de Diego Garcia. O sistema estava localizado num ambiente favorável para a reintensificação devido à presença de uma onda Kelvin e um onda equatorial onda Rossby, assim como um temperatura quente da temperaturas da superfície do mar, baixo a moderado cisalhamento do vento vertical e boa saída de vento na regiões superiores. As condições começaram a deteriorar-se ao longo dos próximos dias, com o sistema indo para oeste, no entanto, a tempestade conseguiu alcançar o status de depressão tropical em 23 de dezembro, como ventos de cisalhamento do norte começaram a afetar a tempestade, fazendo com que a maior parte da atividade da tempestade e dos ventos fossem localizados ao sul do centro. Cerca de um dia depois, às 06:00 UTC de 24 de dezembro, a depressão havia escalado para a tempestade Tropical Chalane como um passagem de scatterómetro revelaram ventos de força de vendaval no lado sul do campo de vento altamente assimétrico.  O Chalane começou para intensificar-se, com ventos chegando a 75 km/h (45 mph), com o cisalhamento do vento diminuindo devido à tempestade se tornando alinhado com a alta subtropical. Ao mesmo tempo, o Joint Typhoon Warning Center emitiu um alerta de formação de ciclone Tropical (TCFA). Às 21:00 UTC nesse dia, a JTWC designou Chalane com Tempestade tropical 07S.
Chalane, no entanto, continuou a lutar contra os efeitos do forte cisalhamento do vento norte-nordeste. Chalane passado ao sul de Ilha Tromelin em 25 de dezembro, onde uma leitura de pressão de 1001.5 hPa (29.57 inHg), foi gravado, indicando Chalane tinha provável enfraquecido enquanto também apresentar uma deterioração da nuvem padrão, assim Chalane foi rebaixado para estado de depressão tropical às 18:00 UTC desse dia. Chalane continuou para oeste, embora lentamente, em direção à costa malgaxe como uma depressão tropical. A actividade convectiva manteve-se desorganizada, enquanto o centro acelerou para oeste até ao desembarque em 26 de dezembro, às 18:00 UTC em Mahavelona, Madagáscar. Chalane degenerou em um cavado de superfície pouco depois em 27 de dezembro, embora o seu centro ainda permanecesse intacto. A MFR cessou alertas neste momento, como a reintensificação era incerta.  Chalane fez a sua passagem sobre Madagáscar durante o resto do dia, antes de emergir sobre o canal de Moçambique em 28 de dezembro, onde os avisos recomeçaram e Chalane se desenvolveu para uma depressão tropical. 6 horas depois, Chalane ganhou força Tropical moderada novamente com o desenvolvimento de uma banda curva.
Devido a Chalane em 24 horas caiu 203 mm (7.99 in) de chuva em Toamasina. Os danos foram relativamente isolados, embora os postes de eletricidade foram derrubados e as inundações foram menos graves do que anteriormente previsto.

### Depressão tropical 05
Em 17 de dezembro, o RSMC La Réunion começou a monitorar uma circulação de baixa pressão localizada no extremo nordeste da bacia, cerca de 1.250 km (775 mi) a oeste-noroeste das Ilhas Cocos. O sistema começou a mover-se lentamente em direção ao sudeste, e no dia seguinte foi classificado como uma perturbação tropical pelo RSMC La Réunion. Na altura, a pressão atmosférica central do sistema foi estimada em 1005 hPa (29.68 inHg) e os dados do scatterômetro por satélite a partir de pouco depois das 02h00 UTC de 18 de dezembro indicaram ventos máximos sustentados de 10 minutos até 55 km/h no semicírculo norte da perturbação. As condições ambientais foram avaliadas como sendo marginalmente conducentes à ciclogénese tropical, com temperaturas da superfície do mar quentes próximas de 30 °C (86 °F) e baixo cisalhamento vertical do vento, mas com um fluxo de escoamento fraco na troposfera superior. A perturbação tropical atravessou-se para a região australiana em 20 de dezembro, onde foi classificado como baixa Tropical 04U pelo Australian Bureau of Meteorology. Após vários dias de agitação fora da bacia, o sistema reentrou na área de responsabilidade do MFR como zona de perturbações meteorológicas em 28 de dezembro, antes de ser classificado como depressão Tropical 05 em 31 de dezembro. No entanto, o sistema não foi capaz de se intensificar significativamente, devido à saída da tempestade Tropical severa Danilo para noroeste. Em 2 de Janeiro, a depressão tropical 05 começou a sofrer uma interação Fujiwhara com Danilo, antes de se fundir no sistema mais forte em 3 de janeiro.

### Tempestade tropical severa Danilo
Em 28 de dezembro, uma zona de distúrbios meteorológicos formou-se perto do Arquipélago de Chagos. Ele gradualmente organizou-se sobre um ambiente rasgado mas humido para os próximos dias, antes de eventualmente se fortalecer para a tempestade tropical moderada Danilo às 12h00 UTC de 1 de Janeiro. À medida que Danilo seguia para o Norte, continuou a fortalecer-se com o aparecimento de convecção muito profunda e uma característica de olho médio tornando-se aparente no dia seguinte. Por volta desta altura, Danilo começou a sua interação com a depressão tropical 05 a leste. A tempestade atingiu o seu pico de intensidade com ventos sustentados de 110 km/h em 3 de janeiro, com o desenvolvimento de uma área central densa bem definida. No momento de atingir o pico de intensidade, Danilo continuou a absorver o que restava da depressão tropical 05, que estava a infligir um cisalhamento do vento sul sobre a tempestade. A interação entre os dois sistemas fez com que Danilo rapidamente se enfraquecesse para uma tempestade tropical de intensidade moderada às 06h00 UTC de 4 de Janeiro. Danilo reforçou-se até o fim do dia enquanto o 05 tinha sido completamente absorvido, atingindo o status de tempestade tropical severa às 06:00 UTC de 5 de janeiro, sob uma melhoria no ambiente circundante condições de pico, com ventos de 100 km/h (65 mph) e uma pressão de 981 hPa. Um aumento súbito do cisalhamento do norte, falta de saída, e uma interação com o jato subtropical fez Danilo tomar uma viragem para oeste e enfraquecer para uma tempestade tropical moderada. Danilo exibiu um padrão altamente esborrachado em 5 de janeiro e não conseguiu manter quaisquer rajadas de convecção de longa duração, uma vez que grande parte da atividade da tempestade se espalhou para o sul. Mais tarde naquele dia Danilo caiu para o status de depressão tropical. A persistente tempestade manteve uma rota para oeste, tornou-se um remanescente em 9 de Janeiro, com uma circulação totalmente exposta na aproximação às ilhas Mascarenhas. Danilo passou a norte da Ilha Maurícia como um sistema remanescente em 11 de janeiro, antes que o sistema foi notado pela última vez em 12 de janeiro.

### Ciclone tropical Eloise
O ciclone tropical Eloise foi o ciclone tropical mais forte a impactar Moçambique desde o ciclone Kenneth em 2019. A sétima depressão tropical, a quinta tempestade nomeada e o segundo ciclone tropical severo da temporada de ciclones no Índico Sudoeste de 2020-2021, uma perturbação na porção central da bacia do Sudoeste do Oceano Índico que se transformou em uma depressão tropical em 16 de janeiro, e se intensificou em uma tempestade tropical em 17 de janeiro, embora a tempestade tivesse organização limitada. No dia seguinte, a tempestade entrou em um ambiente favorável, e logo se intensificou para uma forte tempestade tropical em 18 de janeiro. No final do dia 19 de janeiro, Eloise atingiu o norte de Madagáscar como uma tempestade tropical moderada, trazendo consigo fortes chuvas e inundações moderadas. A tempestade atravessou a ilha de Madagáscar e entrou no Canal de Moçambique nas primeiras horas do dia 21 de Janeiro. Depois de se mover para sudoeste através do Canal de Moçambique por mais 2 dias, Eloise se fortaleceu em um ciclone equivalente a Categoria 1, devido ao baixo cisalhamento do vento e altas temperaturas da superfície do mar. No início de 23 de janeiro, Eloise atingiu o pico como uma categoria Ciclone tropical equivalente a 2 na escala Saffir-Simpson quando o centro da tempestade começou a se mover para a costa de Moçambique. Pouco depois, Eloise atingiu a costa logo ao norte da Beira, em Moçambique, antes de enfraquecer rapidamente. Subsequentemente, Eloise enfraqueceu numa baixa remanescente sobre terra em 25 de janeiro.
Os preparativos para o avanço da tempestade ocorreram em Madagáscar antes do desembarque de Eloise e em vários outros países africanos. Para Madagáscar, avisos e alertas generalizados foram emitidos conforme a tempestade se aproximava do norte de Madagáscar. Para Moçambique, altos alertas foram colocados em prática para partes centrais do país. Equipes humanitárias foram preparadas para responder após a passagem das tempestades. O porto da Beira estará fechado por cerca de 40 horas, e suprimentos limitados de itens não alimentares de emergência foram fornecidos. Muitas famílias estão atualmente abrigadas em barracas em centros de acomodação, aguardando kits de alimentação, higiene e proteção COVID-19. Autoridades no Zimbábue alertaram sobre ravinas e enchentes que podem causar danos à infraestrutura. Espera-se que várias províncias do norte da África do Sul experimentem fortes chuvas, o que gerou graves alertas de risco para eles. As equipas de gerenciamento de desastres foram colocadas em alerta máximo antes da tempestade.

### Tempestade tropical moderada Joshua
Em 16 de janeiro, Meteo France La Rèunion (MFR) notou pela primeira vez a presença de uma baixa tropical na região australiana, que se espera se fortaleça ao passar de 90°E para o sudoeste do Oceano Índico. Em 17 de janeiro, o sistema, que havia se tornado o ciclone Tropical Joshua no dia anterior, cruzou-se para a área de responsabilidade do MFR (AOR). A convecção de Joshua flutuou em 18 de janeiro, mas a tempestade manteve-se no status de tempestade tropical moderada. No entanto, Joshua logo entrou em um ambiente ainda mais hostil com muito ar seco e cisalhamento de vento alto, Josué enfraqueceu-se para a depressão tropical no dia seguinte. Às 18:00 UTC de 19 de janeiro, o Joint Typhoon Warning Center (JTWC) e o MFR emitiram o seu último aviso sobre Joshua.

### Depressão tropical 09
Em 27 de Janeiro, a depressão tropical 10U da região australiana entrou na bacia e foi designada como depressão tropical 09. Movendo-se através de um ambiente muito hostil com ar seco e cisalhamento de vento elevado, o sistema lutou para manter a sua força com uma circulação maioritariamente exposta e apenas fraca convecção sobre o lado sul do sistema. Pouco tempo depois de entrar na bacia, Meteo France La Rèunion (MFR) emitiu o seu último aviso às 12:00 UTC de 28 de janeiro, uma vez que o sistema havia se tornado altamente desorganizado.

### Ciclone tropical muito intenso Faraji
No início de 4 de fevereiro, a MFR começou a rastrear uma circulação superficial bem definida, desenvolvendo-se a sudeste do Arquipélago de Chagos. Inicialmente apenas num ambiente moderadamente favorável, a perturbação desenvolveu-se inesperadamente e rapidamente para uma depressão tropical 18 horas depois. O Joint Typhoon Warning Center (JTWC) também emitiu o seu primeiro aviso sobre o sistema como ciclone Tropical 19S às 09:00 UTC daquele dia. A depressão se intensificou ainda mais para a tempestade Tropical Faraji às 12:00 UTC de 5 de fevereiro. A tempestade tinha uma banda de convecção profunda intensa que se envolvia do lado ocidental para o lado norte, enquanto se consolidava rapidamente. Depois, Faraji começou a sua primeira intensificação rápida com uma estrutura central bem definida se desenvolvendo durante todo o dia, marcando a intensificação da tempestade para uma forte intensidade de tempestade tropical no início de 6 de fevereiro. Logo depois, Faraji desenvolveu um olho de olho de ciclone, que continuou a intensificar-se, tornando-se um ciclone tropical várias horas depois. O olho do ciclone rapidamente se tornou mais pronunciado em imagens de satélite infravermelho enquanto Faraji flutuava sobre águas com alto teor de calor oceânico, e baixo cisalhamento vertical do vento, o que indica que houve mais reforço. Faraji permaneceu em um estado de rápida intensificação, e às 06:00 UTC de 7 de fevereiro Faraji tornou-se o primeiro ciclone tropical intenso da temporada, com um olho claro e bem definido, rodeado por convecção profunda e persistente à medida que o ciclone começou a diminuir significativamente. Neste momento, o JTWC classificou Faraji para um ciclone tropical equivalente a categoria 4, com ventos sustentados de 1 minuto a 215 km/h (130 mph).
Durante as próximas horas, Faraji manteve a sua estrutura, mesmo com as nuvens ligeiramente aquecidas. Depois, Faraji começou a se enfraquecer lentamente, embora a tempestade ainda permanecesse um ciclone tropical intenso. No entanto, depois de acelerar para leste longe das temperaturas mais frias da superfície do mar causadas pelo afloramento, Faraji rapidamente se fortaleceu mais uma vez em 8 de fevereiro. Nesta época, a estrutura da tempestade tornou-se mais compacta. Mais tarde naquele dia, Faraji tornou-se um ciclone tropical muito intenso, com uma pressão central mínima de 925 hPa (27.31 inHg) e ventos sustentados de 10 minutos de 230 km/h (145 mph). Ao mesmo tempo, o JTWC também avaliou Faraji como tendo ventos máximos sustentados de 260 km/h, tornando a tempestade um ciclone tropical equivalente a categoria 5 na escala Saffir-Simpson (SSHWS), com o JTWC citando um olho muito bem definido e as características típicas de um ciclone tropical anular. Contudo, Faraji começou a enfraquecer quando virou para o sul devido ao fluxo limitado, com o olho colapsando completamente no dia seguinte. A estrutura de Faraji encerou e diminuiu com o reaparecimento do olho, enquanto as condições eram modestamente favoráveis. Em 11 de fevereiro, Faraji tinha mais uma vez sido significativamente enfraquecido para além da sua força máxima. Faraji enfraqueceu-se para uma tempestade tropical moderada enquanto lentamente se dirigia para sudoeste, exibindo uma aparência típica de satélite tosquiado no início de 13 de fevereiro. O último aviso sobre Faraji foi emitido pelo MFR às 12:00 UTC daquele dia, seguido pelo JTWC às 09:00 UTC do dia seguinte. No entanto, o JTWC seguiu o restante da baixa Faraji para oeste por mais alguns dias, antes de dissipar-se em 16 de fevereiro.

### Ciclone tropical Guambe
Em 10 de fevereiro, uma perturbação desenvolveu-se ao largo da costa de Moçambique. Em 12 de fevereiro, Météo-France La Réunion observou que o sistema havia transitado para uma depressão subtropical e tinha feito desembarque perto de Inhambane, Moçambique. A tempestade também se movia lentamente para o interior, sem ter desenvolvido qualquer atividade convectiva sustentada. No dia seguinte, o sistema foi designado como uma depressão tropical terrestre, ao mesmo tempo que produzia chuvas fortes nas áreas do Sul de Moçambique. Nos próximos dias, o sistema fez um loop lento no sentido dos ponteiros do alerta sobre Moçambique, enquanto se organizava lentamente. Em 15 de fevereiro, o sistema que serpentiava tinha voltado para o leste e esperava-se que voltasse a emergir para o canal de Moçambique. Às 06:00 UTC de 16 de fevereiro, o sistema re-emergiu sobre água quente e foi designado como perturbação Tropical 11. A tempestade continuou a se organizar, e às 18:00 UTC daquele dia, a AMF classificou o sistema para uma depressão tropical. Em 17 de fevereiro, a depressão fortaleceu-se para a tempestade tropical Guambe às 12:00 UTC daquele dia, com a seção norte da tempestade ficando envolvida em convecção profunda.
A tempestade continuou se fortalecendo no dia seguinte, como a atividade de tempestade se tornou mais localizada em torno do centro da circulação da tempestade; no entanto, a falta de convergência a nível estava inicialmente a limitar qualquer intensificação significativa. apesar disso, Guambe fortaleceu-se para uma tempestade tropical severa às 18:00 UTC de 18 de fevereiro. Durante as próximas horas, Guambe começou a sofrer uma rápida intensificação, com uma configuração central nublada densa bem definida se desenvolvendo, enquanto o ciclone continuava se organizando. Guambe rapidamente alcançou o status de ciclone tropical às 06:00 UTC de 19 de fevereiro, com o aparecimento de um olho muito pequeno em imagens de satélite infravermelho e uma estrutura central bem definida. Neste momento, O JTWC estimou que Guambe havia se fortalecido para um ciclone tropical equivalente a categoria 2, com ventos sustentados de 1 minuto a 155 km/h. O movimento de Guambe abrandou enquanto se mantinha em sua força, com o olho da tempestade ocasionalmente reaparecendo ao lado de rajadas esporádicas de convecção. Apesar das previsões de um novo fortalecimento, Guambe rapidamente enfraqueceu-se para uma tempestade tropical severa em 20 de fevereiro devido a um ciclo de substituição da parede do olho. A estrutura de Guambe começou a evoluir para uma banda curva no dia seguinte, enquanto que gradualmente acelerou para sudeste, com a maioria das tempestades se deslocando para o leste do centro. Logo depois, a estrutura de Guambe começa a decair, com a chuva a desfazer-se e a aquecer o topo das nuvens, causada pelo cisalhamento do vento e pelas temperaturas frias da superfície do mar. Guambe tornou-se uma baixa pós-tropical mais tarde em 21 de fevereiro, quando começou a passar por uma transição extratropical. Em 22 de fevereiro, o MRF emitiu seu último Aviso sobre a tempestade quando ela completou sua transição extratropical e começou a interagir com o fluxo de jet stream.

### Ciclone tropical Marian
Às 06: 00 UTC de 1 de março, o ciclone tropical Marian entrou na área de responsabilidade do Météo-France La Réunion (MFR) após atravessar o meridiano 90 a leste da região australiana. Na época, o sistema foi avaliado como um ciclone tropical severo de categoria 3 na escala Australiana, com ventos sustentados máximos de 10 minutos de 150 km/h e uma pressão atmosférica central de 964 hPa (28.47 inHg). Ao entrar na bacia do Sudoeste do Oceano Índico (SWIO), o sistema foi classificado como um ciclone tropical pelo MFR. Devido ao curto período de tempo que Marian deveria permanecer na bacia de SWIO antes de retornar à região australiana, foi acordado que o MFR iria adiar a responsabilidade de fornecer informações oficiais sobre o sistema para o Australian Bureau of Meteorology (BOM). Ao entrar na bacia, Marian torna-se lento em um ambiente de direção concorrente, apanhado entre cristas de alta pressão para o norte e sul. Após um patamar de intensidade que dura mais de um dia, marcada por um ciclo de substituição da parede do olho e pela depilação periódica e diminuição da convecção profunda em torno do núcleo, Marian começou a fortalecer-se novamente em 2 de Março. Ventos máximos sustentados de 10 minutos aumentaram para 165 km/h, com rajadas de 230 km/h e uma pressão atmosférica mínima de 950 hPa (28.05 inHg), e o sistema foi classificado pelo BOM para categoria 4 na escala Australiana, equivalente a um ciclone tropical intenso na bacia do SWIO. O aumento da intensidade revelou-se de curta duração, no entanto, e o ciclone começou a enfraquecer gradualmente à medida que começou uma pista lenta de volta para o leste. Marian saiu da bacia do SWIO pouco antes das 12:00 UTC de 2 de Março.

### Ciclone tropical intenso Habana
Durante 2 de Março, a AMF informou que uma depressão tropical havia se desenvolvido sobre o Oceano Índico. Logo a seguir, o JTWC emitiu um TCFA sobre a perturbação, que tinha sido anteriormente designado como Invest 90, no início do dia seguinte. No início do dia seguinte, o sistema foi designado como uma zona de clima perturbado. Como o sistema lentamente desenvolveu um núcleo discernível, foi designado tempestade tropical moderada Habana às 12:00 UTC de 4 de março. Ao mesmo tempo, o JTWC classificou o sistema como uma tempestade tropical. Sob a influência de uma crista próxima do equador, Habana foi lentamente dirigida para o Sudeste Oriental e continuou a fortalecer-se. Habana atingiu uma forte intensidade de tempestade tropical em 5 de março, com um olho superficial se reformando. Na altura, as previsões revelavam um sistema de enfraquecimento, mas Habana sofreu uma intensificação explosiva em melhores condições exponencialmente, de uma tempestade tropical severa de 95 km/h a um ciclone tropical intenso com ventos sustentados de 10 minutos de 185 km/h em 12 horas no mesmo dia. Atingiu o seu pico de força com uma pressão de 938 mb (27,69 inHg) em 6 de março. A tendência de fortalecimento da tempestade abrandou, mas manteve um olho bem definido e uma estrutura central compacta, enquanto o JTWC avaliou Habana como tendo ventos sustentados de 1 minuto de 230 km/h (145 mph) na época, o equivalente a um furacão de categoria 4 de nível médio. Em 7 de março, a tempestade encontrou algum ar seco e fluxo de saída limitado e começou a enfraquecer, com o JTWC desclassificando-o para uma categoria 3-equivalente no SSHWS como o olho colapsou completamente. Ao mesmo tempo, o MFR desclassificou Habana para um ciclone tropical à medida que a estrutura se deteriorava rapidamente. A intrusão do ar seco leva Habana a continuar enfraquecendo rapidamente, com os ventos da tempestade caindo para 120 km/h (75 mph) em 8 de março.
Depois de completar uma volta para o sudoeste em 9 de março, Habana lentamente ganhou força à medida que se movia para condições mais favoráveis. Em 10 de março, Habana começou a se intensificar rapidamente novamente e, assim, o MFR classificou Habana de volta para um ciclone tropical intenso às 06:00 UTC daquele dia. Ao mesmo tempo, o JTWC classificou a tempestade para um ciclone tropical equivalente a categoria 4, com ventos de 250 km/h (155 mph) quando o olho da tempestade se dissipou em imagens de satélite. Mesmo assim, Habana começou a cair em força quando iniciou uma substituição da parede do olho. Após terminar o ciclo de substituição da parede do olho em 11 de março, Habana começou mais uma tendência de fortalecimento com o olho se tornando muito mais largo e simétrico. A Habana atingiu o seu terceiro pico de intensidade naquele dia com uma pressão central mínima de 939 mb (27,73 inHg). Na mesma época, em 12 de março, a tempestade começou a se assemelhar a um ciclone tropical anular com um olho muito grande, mas um pouco irregular e uma estrutura altamente simétrica. Nos dois dias seguintes, à medida que o cisalhamento do vento se tornou desfavorável e a humidade relativa diminuiu significativamente, a tempestade começou a se enfraquecer rapidamente ao cair abaixo da intensidade do ciclone tropical em 14 de março, com um centro de circulação parcialmente exposto a baixo nível. No mesmo dia, o sistema também fez um pequeno loop no sentido anti-horário para o leste. Habana logo se enfraqueceu mais, com um centro totalmente exposto e convecção em decomposição à medida que o ar seco continuava a assolar o sistema. A MFR emitiu o seu último Aviso sobre Habana em 16 de março, quando a tempestade perdeu toda a sua convecção.

### Tempestade tropical moderada Iman
Em 2 de Março, uma perturbação tropical fraca formou-se rapidamente dentro do fluxo monsoonal no canal de Moçambique. O sistema fraco lentamente se tornou mais organizado, apesar do cisalhamento moderado do vento, fortalecendo-se para uma depressão tropical no dia seguinte. Antes que o sistema pudesse se fortalecer em condições relativamente favoráveis, ele fez desembarque em Madagascar por volta das 09:50 UTC de 5 de março como uma depressão tropical e começou a se enfraquecer rapidamente. Depois de acelerar através do continente malgaxe, o sistema reapareceu sobre a água perto de Vatomandry em 6 de março. Com a circulação da tempestade tornando-se alongada. Com a passagem da tempestade para o sudoeste das ilhas Mascarenhas em 7 de março, a tempestade fortaleceu-se para a tempestade tropical Iman moderada às 00:00 UTC daquele dia, com o desenvolvimento de uma faixa de chuva e um centro denso nublado. Iman começou a acelerar para o Sudeste, guiado por um cavado de latitude média, mantendo a sua força com pouca mudança na estrutura. No dia seguinte, à medida que a tempestade continuava a acelerar, o cisalhamento do vento disparou e a tempestade rapidamente deteriorou-se em estrutura. Assim, o JTWC emitiu o seu último Aviso sobre o sistema mais tarde naquele dia. Todas as convecção eventualmente dissiparam-se, e a MFR também emitiu o seu último aviso às 12:00 UTC de 8 de março.
Em 6 de março, a Reunião foi colocada sob um alerta amarelo devido à depressão. Autoridades anteciparam um breve mas intenso período de tempo severo relacionado com o ciclone. As trovoadas intensas associadas a banda curva de Iman passaram diretamente sobre a ilha, trazendo uma tormenta poderosa de relâmpagos com mais de 3.000 trovoadas ocorrendo. A precipitação acumulada elevou-se a 309 mm m Sainte-Rose. Algumas zonas de Saint-Denis foram inundadas e algumas árvores arrancadas. Mais de 15.000 pessoas perderam a energia na ilha, embora cerca de 3.000 tenham recuperado a eletricidade novamente 5 horas depois.

### Depressão tropical 15
Em 23 de março, a Météo-France La Réunion (MFR) observou pela primeira vez que o desenvolvimento de uma baixa fechada a sudoeste de Diego Garcia era possível sob a influência de ventos do Noroeste sendo melhorados pelo lado equatorial de um cavado de monções regeneradoras. O sistema foi notado pela primeira vez como uma zona de clima perturbado em 25 de março, à medida que a convecção se tornou mais organizada. Em 26 de Março, o sistema tinha desenvolvido uma ampla circulação fechada de baixo nível com um padrão de banda curva, mas estava nomeadamente lutando devido ao cisalhamento moderado do vento. Apesar disso, a circulação se intensificou para garantir uma atualização para a depressão Tropical 15 às 06:00 UTC de 27 de março, enquanto o JTWC emitiu um alerta de formação de ciclones tropicais ao mesmo tempo. À medida que o cisalhamento se fortalecia, o sistema continuava a desenvolver grandes mas de curta duração rajadas de convecção tentando cobrir a circulação exposta na época. Todas as trovoadas associadas à circulação de baixo nível acabaram por colapsar ao meio-dia de 28 de março e o último aviso foi emitido pelo MFR nessa altura. O JTWC também cancelou o Alerta de formação de ciclones tropicais, no dia seguinte.

### Ciclone tropical Jobo
Já em 10 de abril, a Météo-France La Réunion (MFR) tinha começado a rastrear uma ampla circulação no sentido horário que tinha formado a leste do Arquipélago de Chagos. A perturbação mal definida seguiu para oeste durante vários dias e, em 15 de abril, tinha estabelecido alguma atividade de tempestade mínima. No entanto, apesar de uma convergência de baixo nível altamente desfavorável, através do aumento de uma onda equatorial de Rossby, permitiu que o sistema sustentasse uma circulação ciclônica. Às 12:00 UTC de 19 de abril, de acordo com o MFR o sistema tinha se consolidado em uma zona de clima perturbado. A perturbação aumentou rapidamente na organização à medida que as condições ambientais melhoravam no início de 20 de abril, cumprindo os critérios para ser designada como depressão tropical. O sistema muito pequeno fortaleceu-se ainda mais, ganhando o nome de Jobo às 18:00 UTC daquele dia, uma vez que atingiu uma intensidade de tempestade tropical moderada a cerca de 215 km (133 mi) a nordeste de Andranovondronina, Madagáscar.
Jobo começou a se intensificar rapidamente em condições mais favoráveis, com uma atmosfera humida e baixo cisalhamento do vento. Devido a essas condições favoráveis, Jobo reforçou-se para uma tempestade tropical severa apenas 12 horas depois de ter sido chamado às 06:00 UTC de 21 de abril como uma apertada curva de chuvas envolto num núcleo de trovoadas altamente compacto. Jobo alcançou a força do ciclone tropical 6 horas depois, como um olho minúsculo tornou-se visível em imagens de satélite. No entanto, devido ao seu pequeno tamanho, a tempestade facilmente ar seco e encontrou um pequeno aumento no cisalhamento do vento, fazendo com que o núcleo da tempestade se deteriore rapidamente e faça com que se enfraqueça para uma forte força de tempestade tropical novamente. Jobo continuou a ser afetado negativamente pelo cisalhamento do vento noroeste, enfraquecendo-se para uma tempestade tropical moderada em 22 de abril, à medida que sua estrutura se tornou cada vez mais desorganizada. Entre finais de 22 de abril e 23 de abril, Jobo começou a se fortalecer com o desenvolvimento de um pequeno centro denso nublado à medida que o cisalhamento do vento se estabilizava ligeiramente, mas logo tornou-se ainda mais desorganizado devido ao ar seco. O MFR determinou que o Jobo degenerou em uma área remanescente de baixa altitude de cerca de 40 km ao largo da costa da Tanzânia em 24 de abril, e o último aviso foi emitido.
Jobo como uma tempestade tropical severa trouxe danos, como árvores caídas e telhados sendo danificados em casas através do Atol Cosmoledo nas Seychelles, enquanto rajadas de vento de até 150 km/h foram registados no Atol de Astove ao sul, todos os edifícios foram "à prova de ciclone" desde a passagem do ciclone Fantala em 2016. As ilhas de Farquhar, Assumption, e Aldabra também experimentaram alguns ventos fortes locais, ondas altas e chuvas fortes, mas nenhum dano maior. Uma pequena tempestade de raios também ocorreu na Ilha Assumption. Quando Jobo se aproximou da Tanzânia, as previsões meteorológicas fizeram com que a tempestade se aproximasse cada vez mais da cidade de Dar es Salaam. Esperava-se que os totais de precipitação chegassem a 200 mm, ou um mês de chuva devido ao ciclone. A Região Autónoma de Zanzibar suspendeu todas as viagens marítimas em 24 de abril. Apesar da desordem à medida que Jobo se aproximava, os impactos no país eram menores devido ao seu enfraquecimento antes do desembarque.

## Nomes de tempestade
As depressões tropicais e as depressões subtropicais recebem um nome quando se intensificam para ter ventos sustentados de 10 minutos de 65 km/h (40 mph), conforme avaliado pelo Centro de Meteorologia Regional Especializado em Ilha de Reunião, França (RSMC La Réunion). O Centro Sub-Regional de Ciclones Tropicais de aconselhamento nas Maurícias atribui um nome a um ciclone se intensifica-se para uma tempestade tropical moderada entre 55° E e 90° E. Um ciclone é designado pelo Centro Consultivo Sub-Regional de Ciclones Tropicais em Madagascar se se intensificar para uma tempestade tropical moderada entre 30° E e 55° E. A partir da temporada de 2016-2017, listas de nomes dentro do oceano Índico sudoeste são rotacionados em uma base Trienal. Nomes de tempestade que são atribuídos durante a temporada são usados uma vez. Portanto, todos os nomes das tempestades utilizados este ano serão removidos da rotação e substituídos por um novo nome para a temporada 2023-2024, enquanto os nomes não utilizados permanecem na lista. Os nomes utilizados durante a temporada de 2017-2018 foram Ava, Berguitta, Cebile, Dumazile, Eliaquim, e Fakir, e foram substituídos por Alicia, Bongoyo, Chalane, Danilo, Eloise, e Faraji.
| - Alicia - Bongoyo - Chalane - Danilo - Eloise - Faraji - Guambe - Habana - Iman | - Jobo - Kanga (sem usar) - Ludzi (sem usar) - Melina (sem usar) - Nathan (sem usar) - Onias (sem usar) - Pelagie (sem usar) - Quamar (sem usar) - Rita (sem usar) | - Solani (sem usar) - Tarik (sem usar) - Urilia (sem usar) - Vuyane (sem usar) - Wagner (sem usar) - Xusa (sem usar) - Yarona (sem usar) - Zacarias (sem usar) |

Se um ciclone tropical entrar na bacia do Sudoeste da Índia a partir da bacia da região australiana (a oeste de 90°E), ele vai manter o nome atribuído a ele pelo Australian Bureau of Meteorology. As seguintes tempestades foram nomeadas desta forma:
- Joshua
- Marian

## Efeitos sazonais
Esta tabela lista todos os ciclones tropicais e subtropicais que foram monitorados durante a temporada de ciclones no Oceano Índico Sudoeste. As informações sobre a sua intensidade, duração, nome, zonas afetadas provêm principalmente do RSMC La Réunion. Os relatórios de morte e danos provêm de relatórios da imprensa ou da Agência Nacional de gestão de catástrofes, enquanto os totais de danos são apresentados em 2020 ou 2021 USD.
| Nome                | Datas ativo              | Classificação maior            | Velocidade ventos sustentados | Pressão              | Áreas afetadas                                                     | Prejuízos (USD) | Mortos | Refs    |
| ------------------- | ------------------------ | ------------------------------ | ----------------------------- | -------------------- | ------------------------------------------------------------------ | --------------- | ------ | ------- |
| Alicia              | 12 – 17 novembro         | Ciclone tropical               | 120 km/h (75 mph)             | 975 hPa (28.8 inHg)  | Nenhum                                                             | Nenhum          | Nenhum |         |
| 02                  | 14 – 17 novembro         | Depressão tropical             | 55 km/h (35 mph)              | 999 hPa (29.5 inHg)  | Nenhum                                                             | Nenhum          | Nenhum |         |
| Bongoyo             | 4 – 10 dezembro          | Tempestade tropical severa     | 100 km/h (65 mph)             | 988 hPa (29.2 inHg)  | Ilhas Coco                                                         | Nenhum          | Nenhum |         |
| Chalane             | 19 – 30 dezembro         | Tempestade tropical severa     | 110 km/h (70 mph)             | 983 hPa (29.0 inHg)  | Madagáscar, Moçambique, Zimbabwe, Botswana, Namibia                | Unknown         | 7      | [ 185 ] |
| 05                  | 28 dezembro – 3 janeiro  | Depressão tropical             | 55 km/h (35 mph)              | 998 hPa (29.5 inHg)  | Ilhas Coco                                                         | Nenhum          | Nenhum |         |
| Danilo              | 28 dezembro – 12 janeiro | Tempestade tropical severa     | 100 km/h (65 mph)             | 981 hPa (29.0 inHg)  | Arquipélago Chagos                                                 | Nenhum          | Nenhum |         |
| Eloise              | 14 – 25 janeiro          | Tropical cyclone               | 150 km/h (90 mph)             | 967 hPa (28.6 inHg)  | Madagáscar, Moçambique, Malawi, Zimbabwe, África do Sul, Essuatíni | Desconhecido    | 21     | [ 186 ] |
| Joshua              | 17 – 19 janeiro          | Tempestade tropical moderada   | 85 km/h (50 mph)              | 991 hPa (29.3 inHg)  | Nenhum                                                             | Nenhum          | Nenhum |         |
| 09                  | 27 – 28 janeiro          | Depressão tropical             | 55 km/h (35 mph)              | 1001 hPa (29.6 inHg) | Nenhum                                                             | Nenhum          | Nenhum |         |
| Faraji              | 4 – 13 fevereiro         | Ciclone tropical muito intenso | 230 km/h (145 mph)            | 925 hPa (27.3 inHg)  | Nenhum                                                             | Nenhum          | Nenhum |         |
| Guambe              | 10 – 22 fevereiro        | Tropical cyclone               | 155 km/h (100 mph)            | 953 hPa (28.1 inHg)  | Madagáscar, Moçambique, África do Sul, Essuatíni                   | Nenhum          | Nenhum |         |
| Marian              | 1 – 2 março              | Ciclone tropical intenso       | 165 km/h (105 mph)            | 950 hPa (28 inHg)    | Nenhum                                                             | Nenhum          | Nenhum |         |
| Habana              | 2 – 16 março             | Intense tropical cyclone       | 205 km/h (125 mph)            | 938 hPa (27.7 inHg)  | Nenhum                                                             | Nenhum          | Nenhum |         |
| Iman                | 2 – 8 março              | Tempestade tropical moderada   | 65 km/h (40 mph)              | 996 hPa (29.4 inHg)  | Moçambique, Madagáscar, Reunião, Maurícia                          | Desconhecido    | Nenhum |         |
| 15                  | 25 – 28 março            | Depressão tropical             | 55 km/h (35 mph)              | 998 hPa (29.5 inHg)  | Nenhum                                                             | Nenhum          | Nenhum |         |
| Jobo                | 18 – 24 abril            | Tropical cyclone               | 120 km/h (75 mph)             | 985 hPa (29.1 inHg)  | Seychelles, Norte de Madagáscar, Tanzânia                          | Nenhum          | Nenhum |         |
| Totais da temporada |                          |                                |                               |                      |                                                                    |                 |        |         |
| 16 sistemas         | 12 novembro – 24 abril   |                                | 230 km/h (145 mph)            | 925 hPa (27.3 inHg)  |                                                                    | >$11 milhões    | 34     |         |